# پایگاه هوایی کم رانه
پایگاه هوایی کم رانه (به انگلیسی: Cam Ranh Air Base) یک فرودگاه پایگاه نیروی هوایی است . این فرودگاه در کشور ویتنام قرار دارد .

## نگارخانه

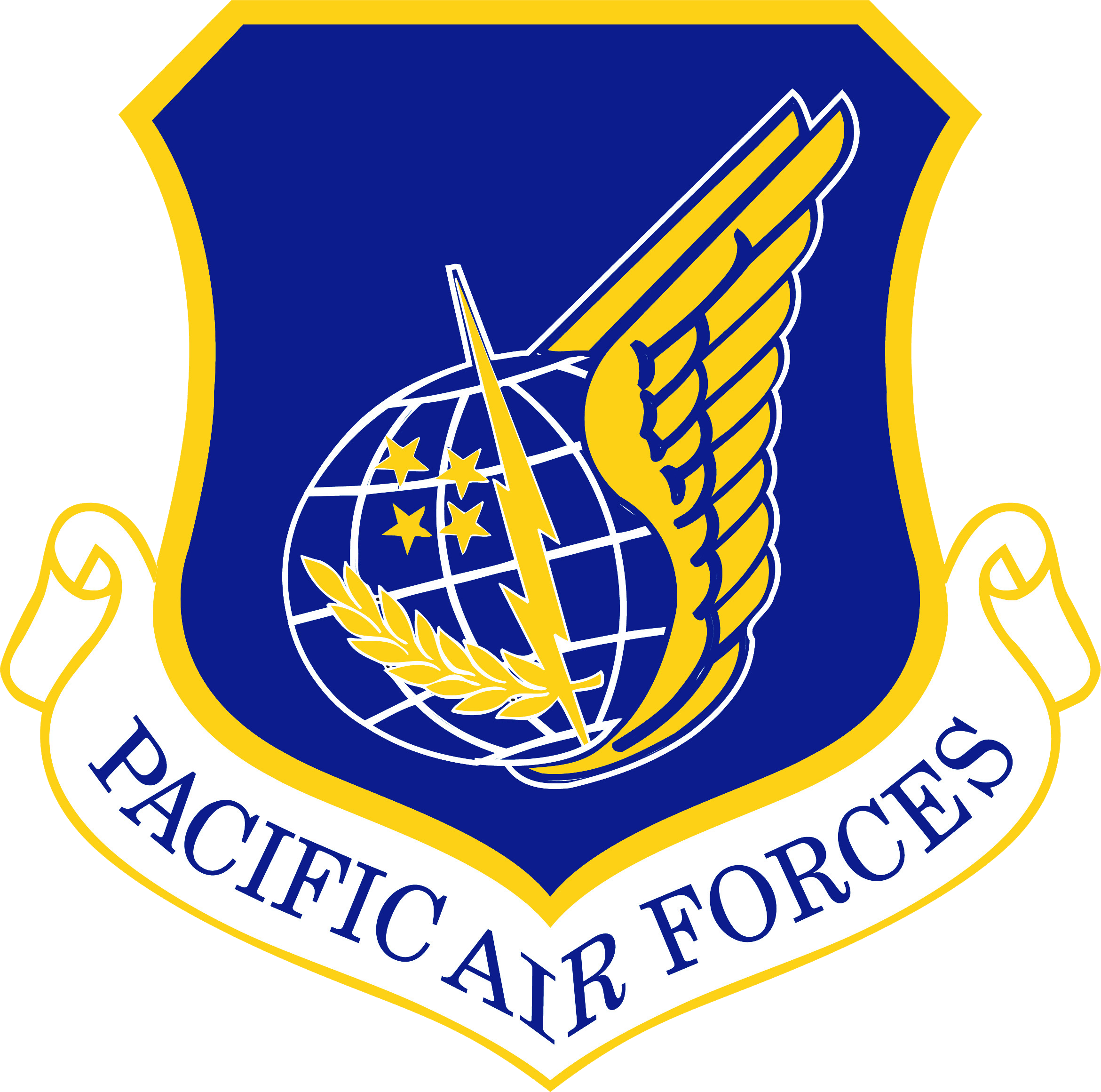
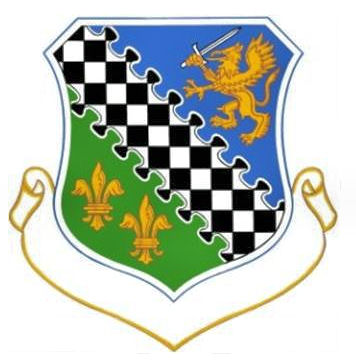
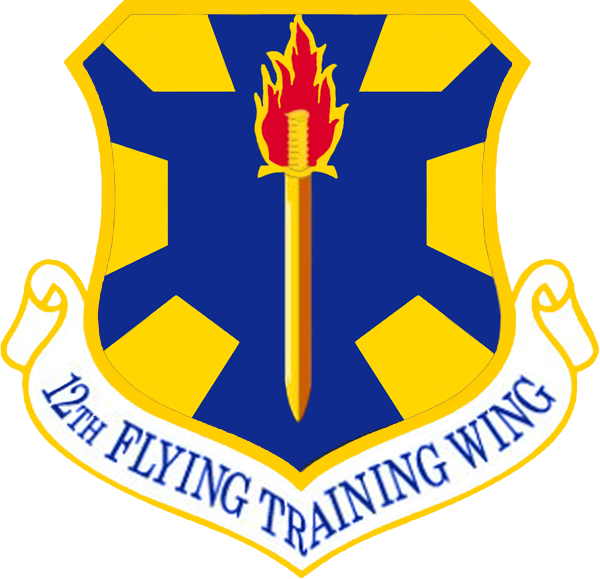
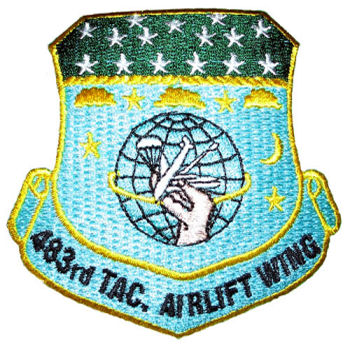